# Belarusz nyelv
A belarusz nyelv (belarusz nyelven: беларуская мова; szintén használt elnevezései: belorusz nyelv, fehérorosz nyelv) ma kb. 7,9 millió ember, a belaruszok anyanyelve. A nyelv használóinak többsége Fehéroroszországban él, ahol ez az egyik hivatalos nyelv, de jelentős számú belarusz nyelvű kisebbség él Lengyelországban Białystok mellett is.

## Eredete
A belarusz nyelv az orosz nyelvvel és az ukrán nyelvvel együtt az egyik keleti szláv nyelv, amely a középkorban egy közös alapnyelvből, az ősszláv nyelvből fejlődött ki, a rutén nyelven keresztül. Szokás volt az „óorosz” nyelvből is származtatni, de ez indokolatlan módon az orosz nyelv elsőbbségére utal.

## Története – a litván nagyfejedelemség idején
A vilniusi litván nagyfejedelem udvarában a  14. században alakult ki egy, a belarusz népi nyelvre épülő sajátos irodalmi nyelv, amely a moszkvai nyelvjárástól csak kis mértékben különbözött; ez a nyelv lett a Litván Nagyfejedelemség hivatalos kommunikációs nyelve.
Amikor a Litván Nagyfejedelemség a Kijevi Rusz nyugati területeire is kiterjesztette a hatalmát, ez a nyelv ukrán elemeket is befogadott. A litván–lengyel perszonálunió után a lengyel nyelv erős befolyása alá került. (Részletesebben erről a témáról ld. a rutén nyelv szócikket). A litván–lengyel állam 1795-ben történt felbomlása után azonban ezt az irodalmi nyelvet egyre kevésbé használták.
Az első irodalmi nyelvemlékek a 19. század első felében keletkeztek egy új, a fehérorosz nyelv északkeleti nyelvjárására épülő irodalmi nyelven. Az egyik ilyen első nyelvemlék az Aeneis 1812 és 1830 között keletkezett névtelen fordítása Eneida navyvarat    "Aeneis fordítva" címmel.

## 20. század
A fehérorosz nyelvű könyv- és folyóiratnyomtatás csak az 1905-ös forradalom után vált lehetővé törvényes keretek között. 1903–1911 Varsóban jelent meg a legfontosabb mű Jauchim Karski: Belorusy. Jazyk belorusskowo naroda címmel, amelyben lerögzítették az irodalmi nyelv szabályait. Fontos szerepe van ebben az időben az 1906-ban megjelenő Nasa nyiva (A mi mezőnk) című folyóiratnak is.
1917-ben kudarcot vallott a fehérorosz állam első önálló államalapítási kísérlete, ezután a fehérorosz lakosság legnagyobb része a Belorusz SZSZK területén élt, egy kisebb részük Lengyelországban. A Szovjetunióban a fehérorosz nyelv egészen az 1920-as évek végéig szabadon fejlődhetett, utána az orosz nyelv erős elnyomása alá került. A fehéroroszban fellelhető különbségeket az oroszok pusztán a lengyelesítés hatásának titulálták. 1933-ban egy helyesírási reformmal kényszerítették a fehérorosz nyelvet az orosz nyelvhez való közeledésre; a szókincs és a nyelvtan is erős orosz befolyásolás alá került. Hasonló sorsra jutott a fehérorosz nyelv a lengyel területen is, amely 1939-ben csatlakozott a Szovjetunióhoz. Fontos megjegyezni, hogy a 19. századi orosz nacionalizmus a pánszlávizmus jegyében az ukrán és a fehérorosz nyelvet közönséges „orosz nyelvjárás”-nak tekintette, sőt a cári hatalom keményen büntette azokat, akik ukránul, vagy fehéroroszul írtak, mivel Szentpétervár véleménye szerint ilyen nyelvek nincsenek is. Ezt a nacionalista elképzelést még a 20. században is osztották, sőt a Szovjetunióban is keringett sokáig.
A fehérorosz nyelv csak a peresztrojka idején alakult újjá: 1990-ben nyilvánították hivatalosan is a Belarusz SZSZK, majd 1991-től a független Belarusz Köztársaság hivatalos nyelvévé a szovjet időkben kialakult narkamauka (наркамаўка) nyelvváltozatot, de még él az 1933 előtti taraskjevica változat is.
A jelenlegi állapot szerint a fehérorosz irodalmi nyelvet csak egy kis városi értelmiségi réteg beszéli. Vidéken a fehérorosz nyelvjárásokat használják, a városi lakosság legnagyobb része egy fehérorosz és orosz nyelv közti átmeneti nyelvet használ, amelyet lenézően „traszjanka” („marhatáp”) néven neveznek, de a traszjanka használata az ifjabb generációban kezd visszaszorulni. Az oktatási rendszerben csak kissé gyökeresedett meg a fehérorosz nyelv, 2003 nyarán bezárták az egyetlen fehérorosz tanítási nyelvű gimnáziumot a tanárok és diákok nagyfokú ellenállása ellenére. A fehérorosz nyelv egyetlen hivatalos nyelvvé való elismerése csak rövid ideig tartott; 1994–1995-ben Alekszandr Lukasenko újra bevezette második hivatalos nyelvként az orosz nyelvet. Sokan sötétnek látják a fehérorosz jövőjét, úgy ítélik beolvadhat az orosz nyelvbe. Ugyan az ifjak körében eltűnik a traszjanka, helyette fehéroroszul, vagy oroszul beszélnek, ezért egyelőre nem eldöntött még, hogy vajon melyik fog felülkerekedni.
Továbbá létezik egy mozgalom, amely a nyugat-poléziai nyelvet szeretné kifejleszteni, ez a tény is újabb szétforgácsolódáshoz vezethet.
A kelet-ukrajnai háború miatt az oroszokkal szembeni ellenérzés megnőtt, és egyre inkább kezdik megtanulni a belarusz nyelvet az ország lakosai. Nyilvánosan az oroszt a lakosság 72%-a, a beloruszt csupán 11,9%-a használja. Ezen a helyzeten kíván az ország kormánya is változtatni. 2015 januárjában Mihail Zsuravkov (beloruszul Zsuraukou) oktatási miniszter bejelentette, hogy az oktatás nyelveként az oroszt fokozatosan a belorusz fogja felváltani. Első lépésként a történelmet és a földrajzot fogják belaruszul oktatni.

### A taraskjevica nyelvváltozat
A taraskjevica, a belarusz klasszikus nyelvváltozat (belarusz: тарашкевіца, клясычны правапіс) a modern belarusz (fehérorosz) nyelv irodalmi formájára alapul. Megalapozójaként Branisłaŭ Taraškievič (korábban nálunk Taraskievics) politikust, nyelvészt tisztelik, aki az első belarusz nyelvi reformot vitte végbe 1918-ban. Ezt a nyelvváltozatot és helyesírást az újabb, 1933-as reform során eltörölték. A taraskjevica változatot ezután nemhivatalosan, szűkebb körben, és az emigráltak körében használták. Jelenleg is vannak igyekezetek arra, hogy újra hivatalos használatba állítsák.
Jobbra a taraskjevica egy 1929-es iskolai tankönyvének címlapja látható.

## Írás és helyesírás
A mai fehérorosz írott nyelv a cirill ábécét használja, ld. az alábbi táblázatot:
| А а | Б б | В в | Г г | Д д | Е е | Ё ё | Ж ж | З з | І і | Й й |
| К к | Л л | М м | Н н | О о | П п | Р р | С с | Т т | У у | Ў ў |
| Ф ф | Х х | Ц ц | Ч ч | Ш ш | Ы ы | Ь ь | Э э | Ю ю | Я я | '   |

A betűkészlet általában megfelel az orosz, illetve az ukrán nyelv betűinek. Azokhoz képest különleges betű az ў, amely magánhangzó után az у által jelölt [u] hangnak megfelelő félhangzót jelöli, ami a magyar augusztus szó első szótagjában is hallható. Továbbá a fehérorosz írásban a ë (jo) betűt nem szabad a е (je) betűvel helyettesíteni, ellentétben az orosz nyelvvel.
A fehérorosz nyelv helyesírása szigorúan fonetikus, vagyis teljesen a kiejtéshez igazodik. E szerint tehát a hangsúlytalan o-t nemcsak [a]-nak ejtjük (mint az orosz nyelvben), hanem így is írjuk. A fonetikus átírás következtében az íráskép különbözik az orosz és az ukrán nyelvtől. Vö. a fehérorosz акно (ablak) és az orosz окно (ablak), a szavakat hasonlóképpen ejtjük, de másképpen írjuk.
A дж és a дз betűkapcsolatokat néha sajátos egységként kezeljük, mivel egy hangot jelölnek. Ezért az ábécében önálló betűként a д után állnak.
A fehérorosz nyelvben nehézséget okozhat, hogy mind a h, mind a g hangot a г betű jelöli. 1933-ig a g jelölésére az önálló ґ betűt használták (mint az ukrán nyelvben), visszaállítása vita tárgyát képezi.
A fehérorosz nyelv latinbetűs átírása a lengyel helyesírást követi, de megtalálhatók benne diakritikus betűk is (š, č stb.) és a w helyett v-t használ (a lengyel nyelvtől eltérően). Például: Яўхім Фёдаравіч Карскі – Jaŭchim Fiodaravič Karski.

## Nyelvtan
A fehérorosz nyelv nyelvtana nem különbözik lényegesen más szláv nyelvekétől. Ezzel kapcsolatban a következőket állapíthatjuk meg:
- A főneveknek három nyelvtani nemük van (hímnem, nőnem és semlegesnem), ezek további alkategóriákra oszthatók: élő és élettelen. Hat nyelvtani eset és két szám, egyes szám és többes szám. Feltűnő azonban hogy a főnévragozás egyszerűbb, mint például az orosz vagy a cseh nyelvben; ez azzal magyarázható, hogy fehérorosz irodalmi nyelv a népnyelvből alakult ki a 19. században és nem volt közvetlen folytonossága az ófehérorosz nyelvvel.
- A melléknevek a többi szláv nyelvből ismert rövid (állítmányi) alakot elhagyták
- Az igének négy igeideje van: a jelen idő, a múlt idő és a jövő idő mellett a más szláv nyelvekben ritka régmúlt idő is van a fehérorosz nyelvben. Emellett még jellemző a többi szláv nyelvben is meglévő igeszemlélet is. A melléknévi és határozói igenevek rendszere kevésbé jellemző, eltérően más szláv nyelvektől.

## Szókincs
A fehérorosz nyelv szókincse különböző rétegekből tevődik össze. A szláv alapszókincs és az ószláv nyelv hatása mellett, főleg a lengyel nyelvből kölcsönzött szavak jellemzőek, amelyek az orosz nyelvből hiányoznak. Vö. a fehérorosz дзякаваць (megköszön) – orosz благодарить és a lengyel dziękować. fehérorosz цікавы (érdekes) – lengyel ciekawy stb. A két háború közötti időben fehérorosz nyelvészek azon fáradoztak, hogy a lengyel (és orosz) jövevényszavak helyett saját szavakat alkossanak a nyelvjárási szavak alapján, de 1933 óta szakszókincset célirányosan oroszosították.

## Összehasonlítás
| belarusz nyelv (беларуская мова)                                   | ukrán nyelv (українська мова)        | orosz nyelv (русский язык)                | bolgár nyelv (български език)                                    | lengyel nyelv (polski język) |
| ------------------------------------------------------------------ | ------------------------------------ | ----------------------------------------- | ---------------------------------------------------------------- | ---------------------------- |
| Jó napot!                                                          |                                      |                                           |                                                                  |                              |
| Вітаю (vitaju)                                                     | Вітаю (vitaju)                       | Здравствуйте (zdravsztvujtye)             | Здравейте (zdravejte)                                            | Witam                        |
| Szervusz!                                                          |                                      |                                           |                                                                  |                              |
| Прывітанне (privitannye)                                           | Привіт (privit)                      | Привет (privét)                           | Здрасти (zdraszti)                                               | Cześć                        |
| Igen – Nem                                                         |                                      |                                           |                                                                  |                              |
| Так (tak) – Не (nye)                                               | Так (tak) – Ні (nyi)                 | Да (da) – Нет (nyet)                      | Да (da) – Не (ne)                                                | Tak – Nie                    |
| Köszönöm                                                           |                                      |                                           |                                                                  |                              |
| Дзякуй (dzjakuj)                                                   | Дякую (gyakuju)                      | Спасибо (szpaszíba)                       | Благодаря ви (blagodarja vi)                                     | Dziękuję                     |
| úr – asszony – kisasszony                                          |                                      |                                           |                                                                  |                              |
| спадар (szpadar) спадарыня (szpadarinya) cпадарычна (szpadaricsna) | пан (pan) пані (panyi) панна (panna) | господин (gaszpagyin) госпожа (gaszpazsá) | господин (goszpodin) госпожа (goszpozsa) госпожица (goszpozsica) | pan pani panna               |
| kitűnő, jó                                                         |                                      |                                           |                                                                  |                              |
| выдатна (vidatna); добра (dobra)                                   | відмінна (vidminna); файна (fajna)   | отлично (atlicsna)                        | отлично (otlicsno)                                               | fajnie                       |